# Bárbara Bruch
Bárbara Louise Bruch est une ancienne joueuse brésilienne de volley-ball née le 28 mai 1987 à Blumenau. Elle mesure 1,88 m et jouait au poste de centrale.

## Clubs
| Club                    | De        | À         |
| ----------------------- | --------- | --------- |
| Grêmio de Vôlei Osasco  | 2002-2003 | 2003-2004 |
| São Caetano             | 2004-2005 | 2007-2008 |
| Osasco Voleibol Clube   | 2008-2009 | 2008-2009 |
| EC Pinheiros            | 2009-2010 | 2011-2012 |
| Minas Tênis Clube       | 2012-2013 | 2012-2013 |
| Sesi-SP                 | 2013-2014 | 2014-2015 |
| Brasília Vôlei          | 2015-2016 | 2015-2016 |
| Esporte Clube Pinheiros | 2016-2017 | 2016-2017 |

## Palmarès

### Équipe nationale
- Coupe panaméricaine
  - Finaliste : 2008.
- Jeux Panaméricains
  - Finaliste : 2015.
- Championnat d'Amérique du Sud  des moins de 18 ans
  - Vainqueur : 2002.

### Clubs
- Coupe du Brésil
  - Vainqueur :2008.
  - Finaliste : 2014, 2015.
- Championnat sud-américain des clubs
  - Vainqueur : 2014.
- Championnat du Brésil
  - Finaliste : 2014.